# Kchaj Feng
Kchaj Feng (čínsky pchin-jinem Kǎi Fēng, znaky zjednodušené 凯丰, tradiční 凱丰; 2. února 1906 — 23. března 1955), vlastním jménem Che Kche-čchüan (čínsky pchin-jinem Hé Kèquán, znaky 何克全) byl čínský komunistický politik, ve 30. a první polovině 40. let patřil k vedení Komunistické strany Číny.

## Život
Che Kche-čchüan se narodil 2. února 1906 v okrese Pching-siang v provincii Ťiang-si. Pocházel z bohaté statkářské rodiny, od roku 1925 studoval univerzitě ve Wu-čchangu, roku 1927 vstoupil do Komunistického svazu mládeže a odjel do Moskvy ke studiím na Sunjatsenově univerzitě. Na univerzitě patřil do skupiny takzvaných osmadvaceti a půl bolševika. Roku 1930 vstoupil do Komunistické strany Číny. Na podzim 1930 se vrátil do Číny. Od 30. let používal pseudonym Kchaj Feng. Vedení strany do na jaře 1931 poslalo do Hongkongu, zde byl v květnu 1931 zatčen a po propuštění v říjnu téhož roku se vrátil do Šanghaje. V dubnu 1933 přešel do centrální sovětské oblasti. V té době vedl Komunistický svaz mládeže, v lednu 1934 byl na zasedání ÚV přijat mezi jeho členy a současně zvolen kandidátem politbyra.
Účastnil se Dlouhého pochodu, na konferenci v Cun-i podpořil Čchin Pang-siena a ostře kritizoval Mao Ce-tunga. po příchodu komunistických sil na severozápad se podílel na vedení tamní sovětské oblasti, od dubna 1938 pracoval v jangc’ťiangském byru ÚV (vedle Wang Minga, Čou En-laje, Čchin Pang-siena a Siang Jinga). Koncem roku 1938 bylo po pádu Wu-chanu jangc’ťiangské byro zrušeno, Kchaj Feng (s jeho dalšími členy) však zůstal na jihu jako člen jihočínského byra až do listopadu 1940, v jihočínském byru měl na starosti propagandu. Po návratu do Jen-anu vykonával funkci zástupce vedoucího oddělení propagandy ÚV, na podzim 1941 byl navíc jmenován tajemníkem výboru pro práci s mládeží, a koncem roku 1941 přebral vedení oddělení od Čang Wen-tchiena. Při reorganizaci vedení strany v březnu 1943 se stal jedním ze čtyř členů výboru politbyra pro propagandu. Během kampaně za nápravu stylu práce byl velmi aktivní v její první fázi, v první polovině roku 1942, později byl naopak aktivisty kampaně ostře kritizován jako jeden z vysoce postavených „dogmatiků“.
Na VII. sjezdu Komunistické strany Číny v dubnu–červnu 1945 nebyl znovu zvolen členem ÚV a vypadl tak z vedení strany. Ve druhé polovině 40. let působil v Mandžusku, po založení Čínské lidové republiky vykonával funkci tajemníka městského výboru strany v Šen-jangu. Roku 1952 byl přeložen do Pekingu na místo zástupce vedoucího oddělení propagandy ÚV, ředitele Institutu marxismu-leninismu, v letech 1953–1954 vedl Ústřední stranickou školu.
Zemřel v Pekingu 23. března 1955.